# PZL.23 Karaś
A PZL.23 Karaś az 1930-as évek elején a lengyel PZL-nél kifejlesztett könnyű bombázó (frontbombázó) és felderítő repülőgép. A prototípusokat is beleszámítva 253 db készült belőle.

## Története
Tervezése a PZL főkonstruktőre, Stanisław Prauss vezetésével 1931–1932 fordulóján kezdődött el. A repülőgép a francia repülőgéptervező iskola által kialakított frontbombázó koncepcióján alapult, amelynek feladata a gyalogság harcának támogatása a frontvonal mentén. A repülőgépet a Lengyelországban rendszeresített francia Breguet XIX és Potez XXV bombázók leváltására szánták. Első prototípusa, a P–23/I Karaś az angol gyártmányú, 343 kW (590 LE) teljesítményű Bristol Pegasus IIM csillagmotorral 1934 nyarán repült először. A prototípussal a berepülések során több probléma adódott. A törzs aljában kialakított bombatér miatt a pilótafülke szűkös volt, és a kilátás is rossz volt a pilótafülkéből. A második, P–23/II jelű prototípusnál lejjebb helyezték a motort és áttervezték a pilótafülkét. A harmadik, P–23/III jelű prototípusnál magasabbra helyezték a pilóta ülését, ezzel tovább javult a kilátás a pilótafülkéből. A prototípusok 1935-ben csapatpróbán és lőtéri próbákon estek át. A próbák során vibráció jelentkezett a farokrészen, amely csak a függőleges vezérsík áttervezésével szűnt meg. A második és a harmadik prototípus már a Lengyelországban licenc alapján gyártott, erősebb, 500 kW-os (670 LE) PZL Bristol Pegasus IIM2 motort kapta. A második prototípus az egyik próbarepülés során lezuhant, a személyzet életét vesztette.
A harmadik prototípus lett az első sorozat alapja. Ezek a PZL.23A jelzést kapták, és 1936-ban 40 db-t gyártottak belőlük. A lengyel gyártású Bristol Pegasus IIM2 megbízhatóságával problémák adódtak, ezért áttervezték a gépet. A módosított PZL.23B változatba az 537 kW-os (720 Le) PZL Bristol Pegaz VIII motort építették. Ebből a változatból 1936–1938 között 210 db-t gyártottak és a frontrepülő ezredeket szerelték fel vele, ahol a régi francia gyártmányú frontbombázókat váltották fel. A PZL.23B változat rendszeresítésével egyidejűleg a PZL.23A-k kikerültek az aktív szolgálatból és a légierő repülőiskoláiba kerültek.
Kifejlesztették a gyorsabb és erősebb fegyverzettel ellátott export-változatát, a PZL.43-at. Ezt két géppuskával szerelték fel, a beépített Gnome–Rhône motorral 365 km/h-s sebességet ért el. Bulgária 12 db-t vásárolt a 671 kW-os (900 LE) Gnome–Rhône 14Kfs felszerelt PZL.43-ból, majd további 42 db-t rendelt a még erősebb, 708 kW (950 LE) maximális teljesítményű Gnome–Rhône 14N01 motorral ellátott, PZL.43A jelű változatból. Lengyelország megszállásáig a megrendelt gépekből 36 db-t adtak át Bulgáriának.
A PZL.23-n alapult a PZL.46 Sum bombázónál is alkalmazott megoldások alapján továbbfejlesztett PZL.42, amelyet már két motorral láttak volna el. A második világháború kitörése miatt azonban a terv nem valósult meg.

## Alkalmazása
1936 végén 40 db PZL.23A gépet adtak át a Lengyel Légierőnek. A gyakori motorhibák miatt a szolgálati csúcsmagasságukat korlátozni kellett, ezért ezeket a gépeket csak kiképzési és gyakorló feladatokra használták. Ehhez megkettőzött kormánnyal és kezelőszervekkel látták el. A gépet bemutatták az Párizsi Légikiállításon is, ahol nagy érdeklődés kísérte a szereplését.
A Lengyelország elleni német támadás idején már nem számított modern repülőgépnek. Fő hiányossága az alacsony sebessége volt, de a manőverezőképessége is elmaradt a kívánatostól.
A második világháború kitörése idején Lengyelországban 114 db PZL.23B állt hadrendben a harcoló alakulatoknál. További 75 db PZL.23B és 35 23 db PZL.23A tartalékban vagy javítás alatt volt, illetve a kiképző alakulatoknál állt szolgálatban. A harcoló alakulatoknál hadrendben álló PZL.23B a bombázó dandár öt bombázószázada, valamint a hadsereg hét felderítőszázada között oszlott meg, mindegyik század tíz repülőgéppel rendelkezett. (A bombázó dandár többi százada PZL.37 Łoś bombázóval volt felszerelve.)
A repülőgépek aktívan részt vettek a hadműveletekben. Több gép ideiglenes egységekben szolgált. 1939. szeptember 2-án a 21. század egyik PZL.23B gépe intézett bombatámadást a németországi Ohlau városa ellen, ez volt a második világháború során a német terület ellen intézett első bombatámadás. A bombázó századok gépei elsősorban a német menetoszlopokat támadták, míg a felderítő századok gépei felderítési feladatokat végeztek. A gép alacsony sebessége, rossz manőverezőképessége és a vadász-támogatás hiánya miatt a PZL.23-as gépek súlyos veszteségeket szenvedtek a harcokban. A gépek többségét a német vadászok lőtték le. A páncélzat hiánya ellenére a PZL.23-as gépek gyakran támadták alacsonyan a német menetoszlopokat, így a légvédelmi tüzérség tűzének voltak kitéve. Mintegy 20 db gép a tábori repülőtereken a rossz talaj miatt tört össze.
A bombázó dandár századai a harci cselekmények ideje alatt 52–56 t bombát dobtak le, a hadsereg századai mintegy 12 tonna bombát használtak fel. A harcok során összesen kb. 120 db PZL.23 semmisült meg, ez a teljes állomány 86%-a, közülük közvetlen ellenséges tűzben 67 gép veszett oda. A földön csak néhányat sikerült megsemmisíteni a Luftwaffénak. Egyik ilyen akció volt a Hutniki repülőtér ellen 1939. szeptember 14-én intézett német támadás.
Legalább 21 db PZL.23-nak sikerült elmenekülnie Lengyelországból. Ezek a gépek Romániába repültek. A román hatóságok internálták őket. Később 19 db-ot a román légierőben állították szolgálatba, majd a Szovjetunió elleni harcokban vetették be őket. A Bulgáriának szállított 50 db PZL.34 és PZL.43A gépet a bolgár légierő 1946 végéig alkalmazta kiképzési célokra. Bulgáriában Csajka néven volt rendszeresítve. (Két db PZL.43-t már a németek adtak át Bulgáriának.)